# Socenia
Socenia is een geslacht van uitgestorven weekdieren uit de klasse van de Gastropoda (slakken).

## Soorten
- Socenia acicula (Brusina, 1892) †
- Socenia antonellae Esu & Girotti, 2015 †
- Socenia carasiensis Jekelius, 1944 †
- Socenia graciliformis (Papp, 1954) †
- Socenia incerta (Brusina, 1892) †
- Socenia lauta Jekelius, 1944 †
- Socenia microtesta (Papp, 1954) †
- Socenia moesia Jekelius, 1944 †
- Socenia politioanei Jekelius, 1944 †
- Socenia robusta (Roshka, 1973) †
- Socenia soceni Jekelius, 1944 †
- Socenia tenella Jekelius, 1944 †
- Socenia turrita (Roshka, 1973) †